# One Thing
"One Thing" é uma canção da banda de rock canadense Finger Eleven e o segundo single do seu álbum auto-intitulado. Lançado no final de 2003, ganhou em 2004 o MuchMusic Video Awards de Melhor Vídeo. Foi escrito por Scott Anderson, e James Black.